# Astrobiology Field Laboratory

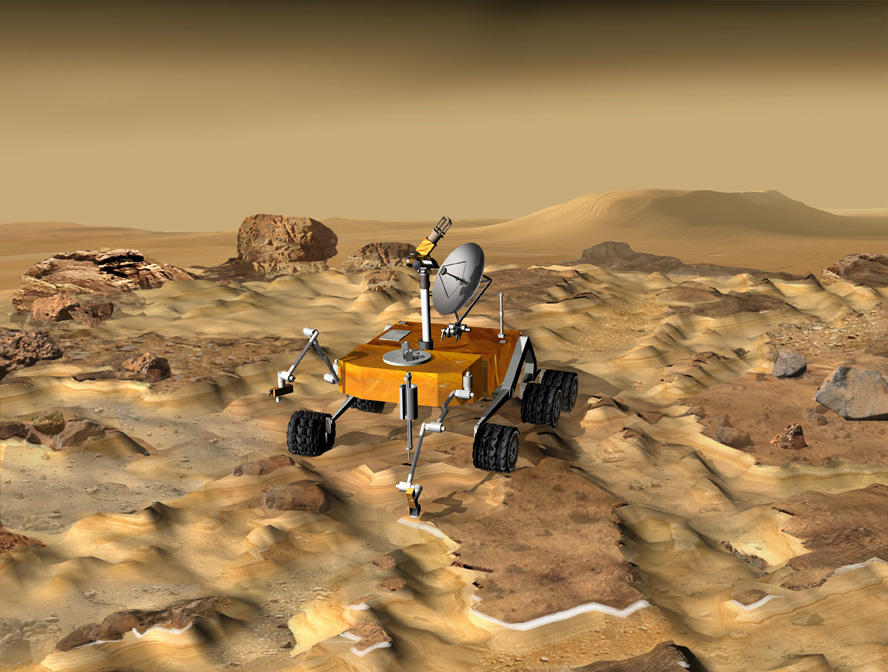
Astrobiology Field Laboratory (concepte de la NASA).

L'Astrobiology Field Laboratory (Laboratori de Camp d'Astrobiología o AFL) és una proposta de la NASA d'un vehicle espacial no tripulat que dirigiria una recerca robòtica de vida a Mart. Aquesta missió proposada, encara en fase conceptual, aterraria un rover a Mart per explorar un lloc pensat per ser un hàbitat. Exemples d'aquests llocs són un dipòsit hidrotermal actiu o extingit, un llac sec o un lloc polar específic.
Si s'aprova, el vehicle serà construït pel Jet Propulsion Laboratory de la NASA, que es basaria en el disseny del rover Mars Science Laboratory i portaria instruments orientats a l'astrobiologia, i idealment, una sonda de perforació. Els plànols originals han previst el llançament per a 2016; tanmateix, les recents restriccions pressupostàries poden produir retards significatius.